# Padirikuppam
Padirikuppam è una suddivisione dell'India, classificata come town panchayat, di 14.986 abitanti, situata nel distretto di Cuddalore, nello stato federato del Tamil Nadu. In base al numero di abitanti la città rientra nella classe IV (da 10.000 a 19.999 persone).

## Geografia fisica
La città è situata a 11° 45' 48 N e 79° 44' 08 E.

## Società

### Evoluzione demografica
Al censimento del 2001 la popolazione di Padirikuppam assommava a 14.986 persone, delle quali 7.524 maschi e 7.462 femmine. I bambini di età inferiore o uguale ai sei anni assommavano a 1.520, dei quali 766 maschi e 754 femmine. Infine, coloro che erano in grado di saper almeno leggere e scrivere erano 11.982, dei quali 6.404 maschi e 5.578 femmine.